# ネットギア
ネットギア（英: Netgear）は、コンピュータネットワーク機器などのハードウェアを製造販売しているアメリカ合衆国の企業。日本法人は1999年11月に設立されたネットギアジャパン合同会社。

## 概要
1996年1月8日、ベイ・ネットワークスが子会社化し、「中小企業と家庭向けのネットワークソリューションに特化」するようになった。1998年8月、ベイ・ネットワークスがノーテルに買収され、ネットギアもノーテルの子会社となった。2000年3月になるとノーテルは同社の株を徐々に第三者に売却しはじめ、2002年2月にはノーテルから完全に独立した。
ネットギアは北米、ヨーロッパ、中近東、アフリカ、アジア太平洋といった地域で、小売業者、再販業者、VAR、サービスプロバイダなどを経由して販売展開している。小売分野で主に競合しているのは、リンクシスとDリンクである。2007年現在、アメリカ合衆国（売り上げの38%）とイギリス（同52%）が主な市場だが、他の地域の売り上げも急速に伸びている（例えばアジア太平洋地域は34%増）。

## 製品

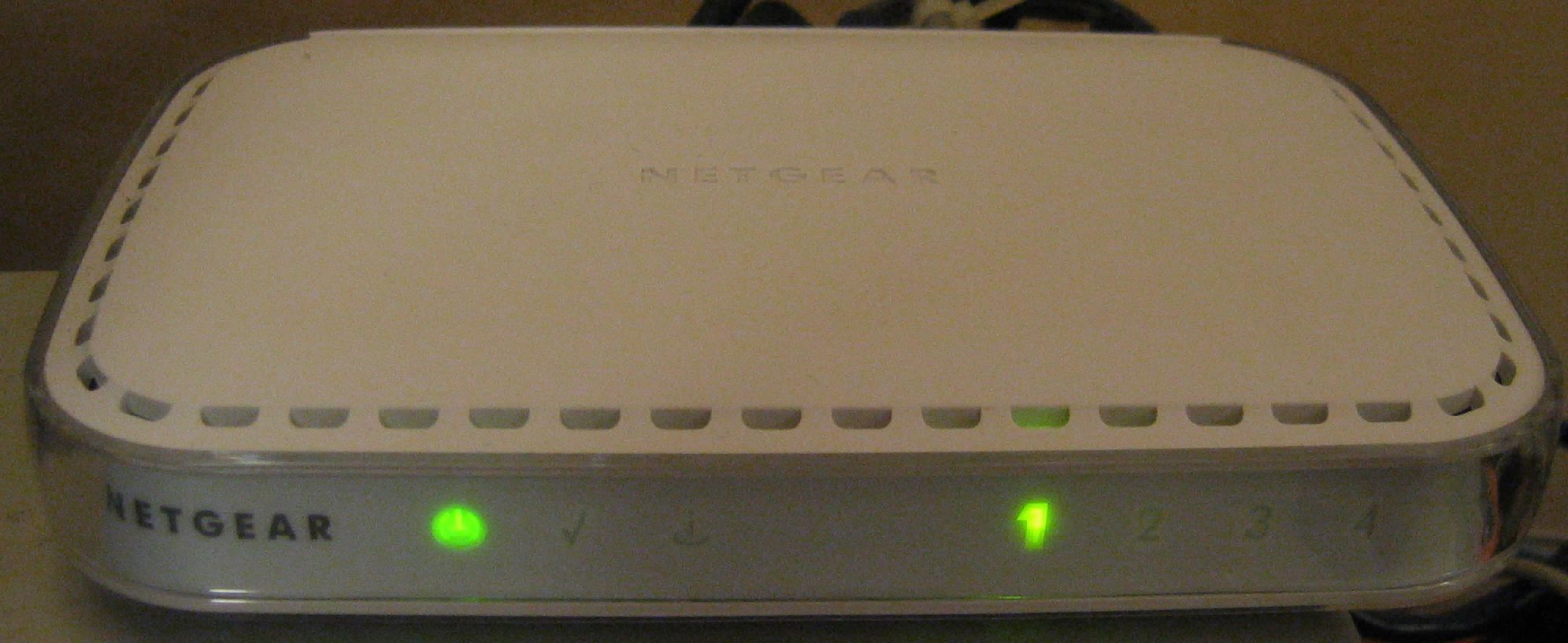
ネットギア製ADSLルーター

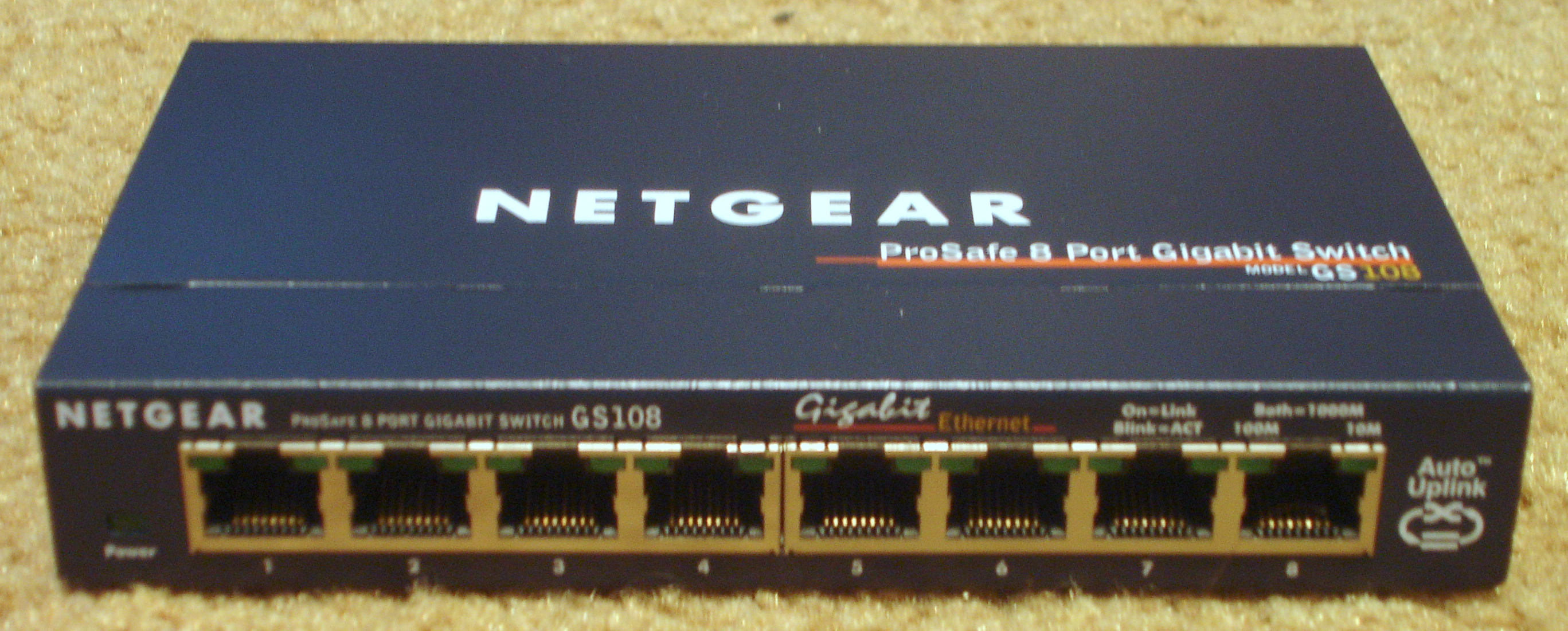
8ポート・ギガビットスイッチ GS108

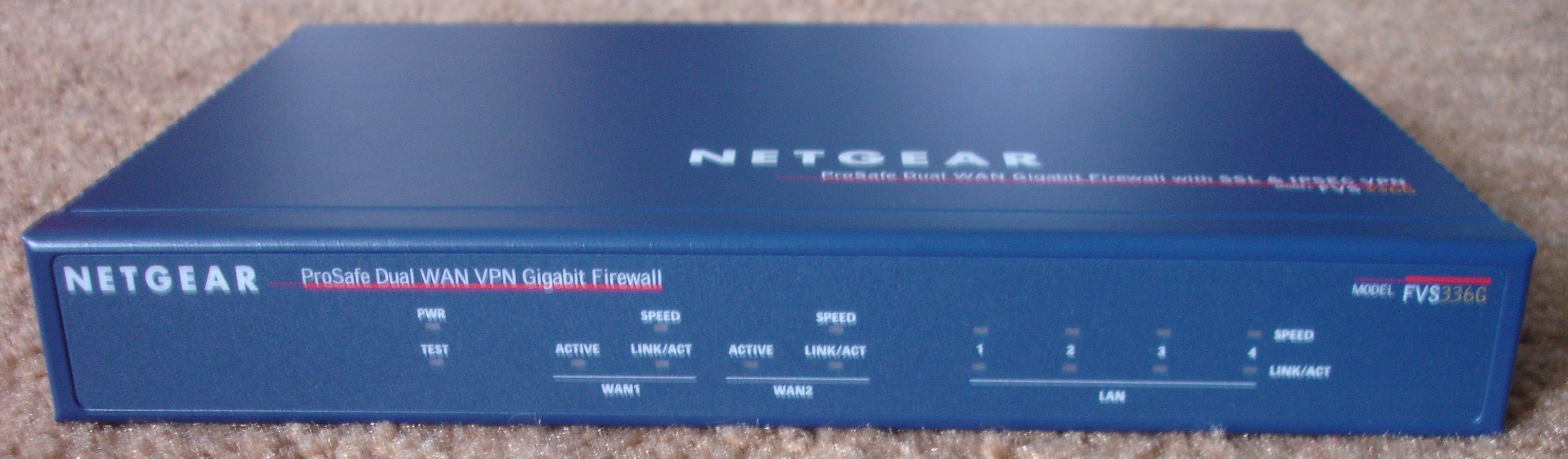
デュアルWANギガビットVPNファイアウォール FVS336G

ネットギアは、有線ネットワークと無線ネットワークそれぞれに対応した家庭用および企業用のネットワーク機器を中心とした製品群を提供している。
ProSafe スイッチ製品
ネットギアの主力製品は企業向けの ProSafe スイッチシリーズである。価格性能比がよいことが利点だが、不意にリブートするなどの障害の報告も多い。2007年以降、ネットギアは ProSafe シリーズについて最初の購入者に限ってメーカー保証を無期限とするサービスを行っている。
ネットワーク機器
ネットギアは他にも各種ネットワーク機器を企業向けに販売しており、マネージドスイッチ、有線/無線のVPNファイアウォールなどがある。
NAS製品
ネットギアはNASデバイスシリーズ ReadyNAS を中小企業や一般消費者向けに販売している。この市場に参入したのは、2007年に Infrant 社（ReadyNASの開発元）を買収したのがきっかけである。2009年3月、ネットギアは統合型オンラインバックアップソリューション ReadyNAS Vault を提供開始した。

## 製造
2006年時点でネットギアは一部製品の製造を他の電気機器企業にアウトソーシングしている。外注先としては、Askey Computer、ASUS、Cameo Communications、Delta Networks、フォックスコン、Senao、SerComm などがある。ネットギアはアウトソーシングによって価格を抑えつつ品質を保てるとしている。

### 品質
2003年ごろ、ネットギア製無線ルーターにバグがあるとの報告がいくつかの愛好家サイトで見られた。例えば、Netgear WGT624 に対して障害による被害を受けた人々による集団訴訟が起きている。
ネットギアの Platinum II Eclosure（ネットギア製品の多くで使われているケース）は、シカゴ・デザイン博物館から2004年の Good Design Award を授与された。
2003年にウィスコンシン大学のNTPサービスに対し一秒毎に問い合わせる、という処理を誤ってハードコードされたルータが約70万台出荷され、大きな問題となった（ウィスコンシン大学-ネットギアNTP問題）。